# Марченко Олександр Олександрович (військовик)
Олекса́ндр Олекса́ндрович Ма́рченко — головний сержант Збройних сил України, учасник російсько-української війни.

## Нагороди
- орден «За мужність» II ступеня (18.04.2022, посмертно) — за особисту мужність і самовіддані дії, виявлені у захисті державного суверенітету та територіальної цілісності України, вірність військовій присязі[1].
- орден «За мужність» I ступеня (26.2.2015) — за особисту мужність і героїзм, виявлені у захисті державного суверенітету та територіальної цілісності України, вірність військовій присязі під час російсько-української війни[2].